# Rhytidodus haschemii
Rhytidodus haschemii är en insektsart som beskrevs av Dlabola 1974. Rhytidodus haschemii ingår i släktet Rhytidodus och familjen dvärgstritar. Inga underarter finns listade i Catalogue of Life.